# NH투자증권빌딩
NH투자증권빌딩(영어: NH Investment Securities Building)은 대한민국 서울특별시 영등포구 여의도동에 존재했던 마천루였다. 철거 후 앙사나 레지던스 여의도 서울(57층, 249m)이 건설중이다.